# Big Brother 2005
Big Brother 2003 var fjerde sæson af realityshowet Big Brother og blev vist i efteråret 2003. 
I Big Brother 2003 blev deltagerne sat på prøve, idet de blev delt i to hold: rig og fattig. Tværs gennem huset blev en gennemsigtig mur sat op som skulle dele deltagerne i to hold. BB2003 - The Wall varede i 68 dage og blev derefter den længste BB - The Wall version i hele europa.
 Der er for få eller ingen kildehenvisninger i denne artikel, hvilket er et problem. Du kan hjælpe ved at angive troværdige kilder til de påstande, som fremføres i artiklen.